# Invasions des Tatars de Crimée en Russie

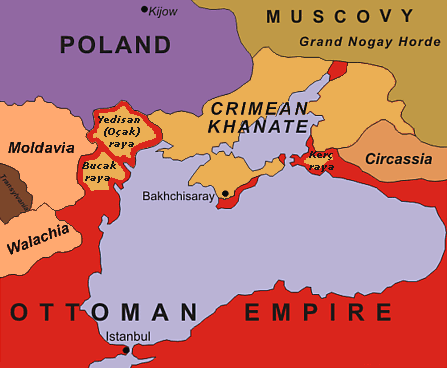
Le Khanat de Crimée vers 1600..

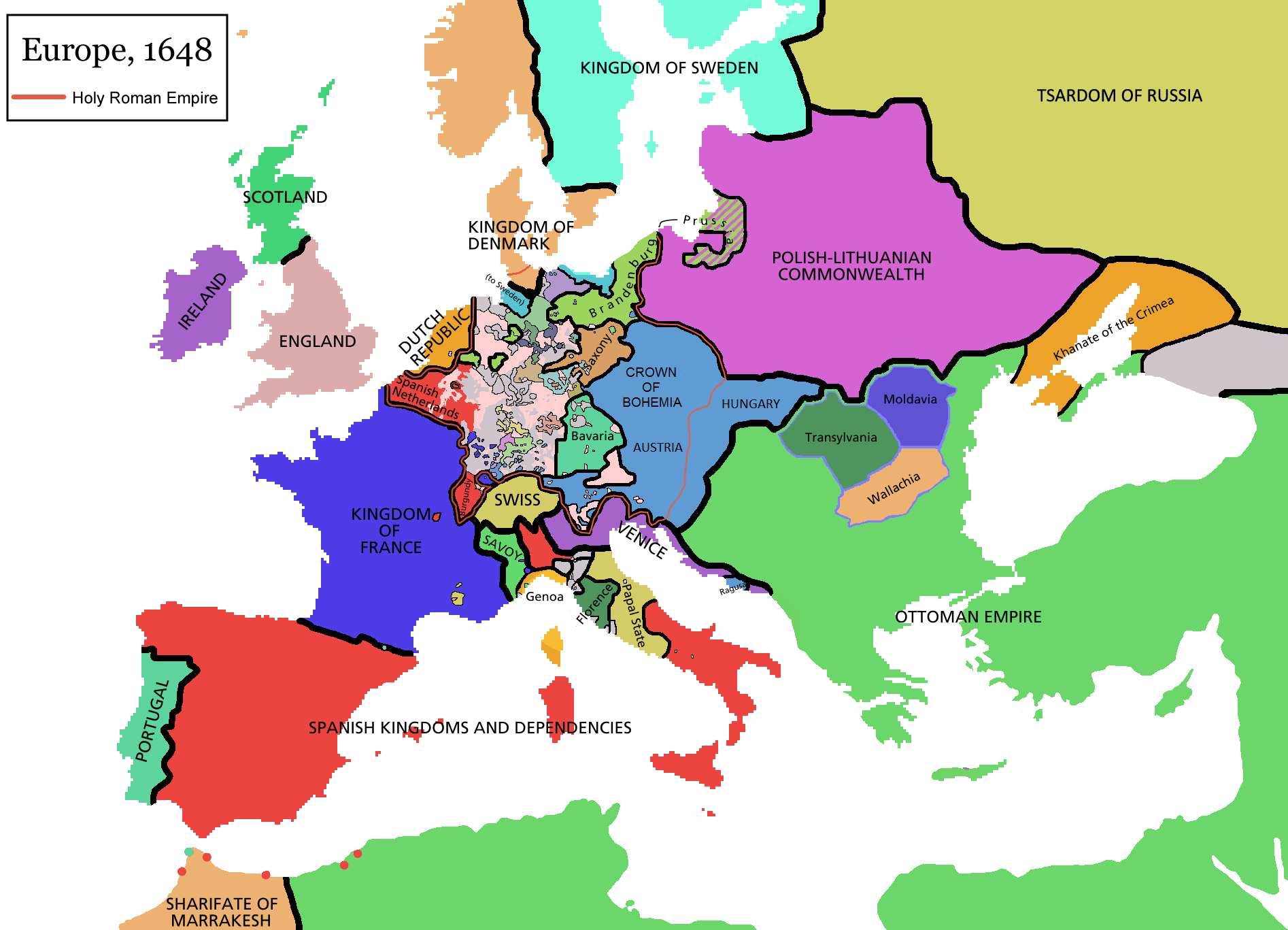
Carte de l'Europe en 1648 lors du soulèvement de Khmelnytsky.

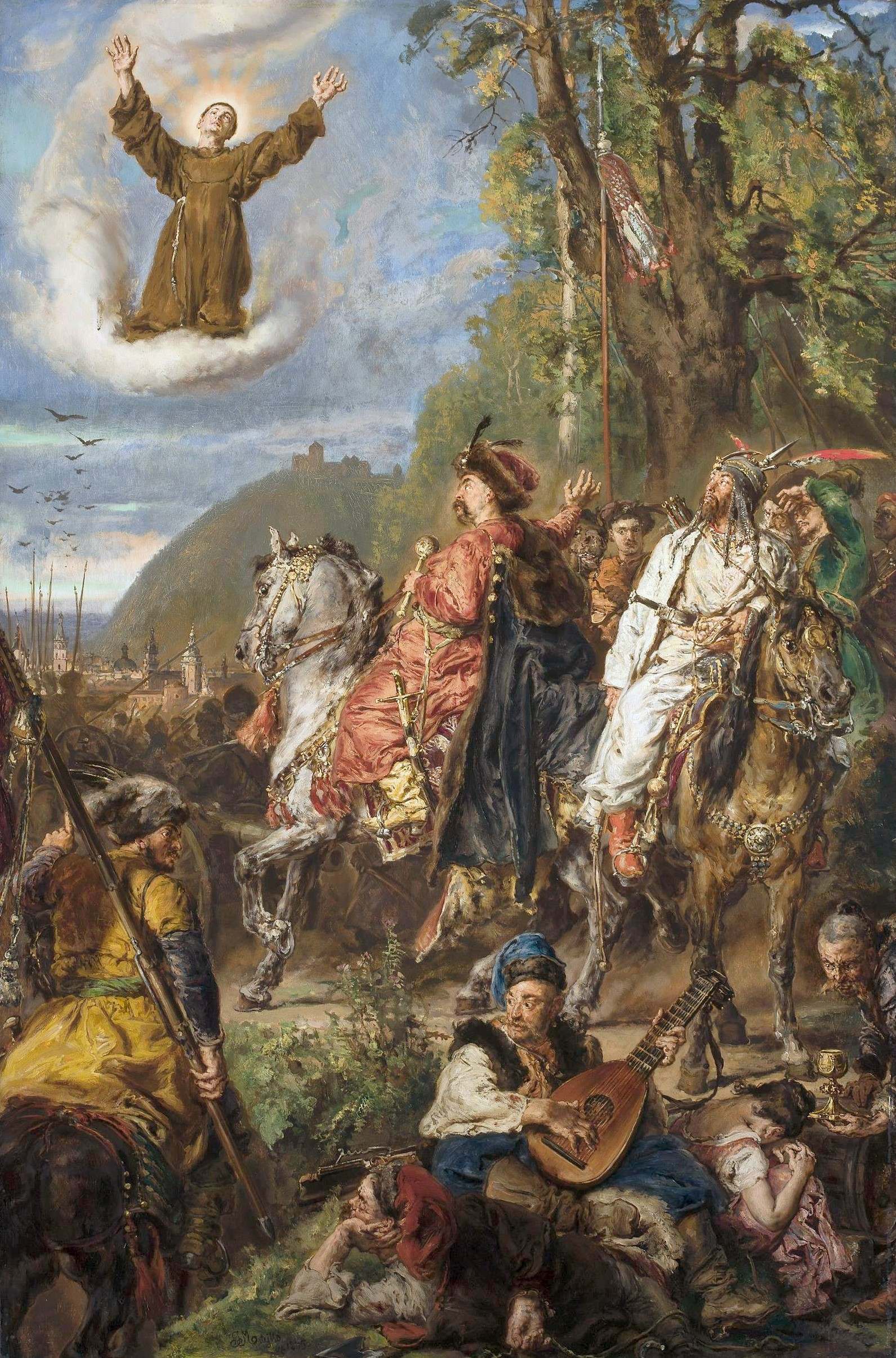
Tableau de " Bohdan Khmelnytsky avec Toğay bey à Lviv", huile de Jan Matejko, 1885.

Les invasions des Tatars de Crimée en Russie commencent en 1507, après la mort du grand-duc de Moscou Ivan III, quand le Khanat de Crimée attaque Belev et Kozelsk.

## Histoire
Au XVIe siècle la limite des Steppes Sauvages suit approximativement la rivière Oka, l'affluent de la Volga.
Les Tatars de Crimée choisissent de faire route en suivant les lignes de partage des eaux, selon le Muravski chliakh, allant de l'isthme de Perekop en Crimée, jusqu'à Toula entre les rivières de deux bassins, Dniepr et Donets du Nord.
Après une incursion profonde de 100 à 200 kilomètres, les Tatars font retraite, ayant capturé des esclaves et pillé le pays. Les captifs sont vendus en Turquie voire dans les pays européens. La ville de Caffa est le principal marché aux esclaves.
Chaque année, au printemps, Moscou (Grande-principauté de Moscou (1341-1547), Tsarat de Russie (1547-1721) mobilise jusqu'à 65 000 soldats pour le service des frontières, sur des lignes défensives consistant en un réseau de forteresses et de villes. Les cosaques et les jeunes nobles suivent les déplacements des Tatars de la Crimée et les nomades de la Horde Nogaï dans la steppe.
Les populations proches de la frontière russe souffrent chaque année des incursions des Tatars de la Crimée. Les invasions ne permettent pas l'établissement des paysans russes dans les régions du sud où le sol est meilleur et la saison agricole plus longue, et empêchent le développement social et économique du pays.
Les invasions les plus dangereuses ont lieu en 1517, 1521 (soutenue par le Khan de Kazan), 1537 (soutenue par le Khanat de Kazan, les Lituaniens et des Turcs), 1552, 1555, 1570-72 (soutenue par la Pologne-Lituanie), 1589, 1593, 1640, 1666-67, 1671 et 1688.
- En mai 1571, l'armée des Tatars de Crimée, des Grands et Petits Nogaïs contourne les fortifications défensives Serpoukhov sur la rivière Oka, traverse la rivière Ugra et prend de flanc l'armée russe forte de six mille hommes. Les sentinelles russes sont écrasées par les Tatars. L'attaque surprise force le gros de l'armée russe à reculer sur Moscou. La population rurale cherche aussi refuge dans la capitale. La horde dévaste les villes et les villages non protégés autour de Moscou et incendie les faubourgs de la capitale. En trois heures Moscou est complètement incendié. Les Tatars capturent 150 000 Russes.

- En 1572, les Tatars et les Turcs envahissent la Russie : le Khan de Crimée, Devlet Giray, soutenu par l'Empire ottoman, projette la conquête complète de la Russie. Cette fois les agresseurs sont repoussés lors de la bataille de Molodi, en août-juillet, opposant l'armée de 120 000 hommes de Devlet Giray à des russes menés par le prince Mikhaïl Vorotynski.

Les Tatars de Crimée continuent d'exiger un tribut de la Russie jusqu'à 1680.